# 아킨 파 린 앙 부카스
《아킨 파 린 앙 부카스》(필리핀어: Akin Pa Rin Ang Bukas)는 2013년 방영된 필리핀의 드라마이다.